# Franco Semioli
Franco Semioli (né le 20 juin 1980 à Cirié, dans la province de Turin, Piémont) est un footballeur international italien, reconverti entraîneur qui évoluait au poste d'ailier droit ou de milieu de terrain. 